# Stazione di Barlassina
La stazione di Barlassina era una fermata ferroviaria posta lungo la linea ferroviaria di diramazione Seveso-Camnago. Era al servizio del comune di Barlassina.

## Storia
La fermata venne inaugurata il 28 giugno 1880 insieme alla linea di diramazione Seveso-Camnago facente parte della Milano-Asso. Nel 1936 la fermata (insieme alla piccola linea di diramazione) venne sospesa provvisoriamente fino al Secondo dopoguerra. Nel 1955 il trasporto passeggeri venne soppresso, ma la fermata rimase attiva solo per trasporto merci. Nel 2006 la linea rientrò in servizio, ma la fermata non vide la riapertura poiché era stata demolita alla fine degli anni novanta.
Nel Programma Regionale della Mobilità e Trasporti (PRMT) 2015/2020 c'è in progetto il raddoppio della linea S4 nel tratto Seveso - Camnago, con apertura della fermata intermedia di Barlassina.

## Strutture e impianti
La fermata era composta da un fabbricato viaggiatori (simile a quella di Baruccana) e dal solo binario di circolazione. Ad ottobre 2015 non rimane traccia, la fermata è stata demolita e il binario rimase singolo.